# Siska Pálma
Siska Pálma (Debrecen, 1992. augusztus 16. –) magyar kézilabdázó, aki a Kecskeméti NKSE csapatában átlövő poszton játszik.

## Pályafutása
A Debrecen csapatában nevelkedett és itt mutatkozott be az élvonalban. 2012 januárjában 3 és félévvel meghosszabbította szerződését a klubbal. Az Érd csapata ellen lépett pályára 2012-ben először, ezen a mérkőzésen 8 gólt szerzett.
2017 őszétől az NB1-be frissen feljutott Kecskeméti NKSE játékosa.